# 오슨 웰스
조지 오슨 웰스(영어: Orson Welles 오슨 웰스[*], 1915년 5월 6일 ~ 1985년 10월 10일)는 미국의 배우,
영화 감독, 영화 프로듀서, 각본가이다.  그는 1941년에 자신이 감독, 제작, 각본, 주연을 한 《시민 케인》, 영국에서 배우로 출연한 《제3의 사나이》, 1938년에 머큐리 극단을 이끌고 제작한 라디오 드라마인 《우주 전쟁》으로 유명하다.
그의 첫 번째 영화인 《시민 케인》은 1997년, 미국 영화 연구소에서 선정한 100대 영화에서 1위에 선정되었으며 2007년에 재선정하였을 때도 1위로 선정되었다. 또한 그는 미국 영화 연구소에서 선정한 25대 남성 배우 중에서도 16위에 선정되었다. 그의 또다른 유명작으로는 1942년에 개봉한 《위대한 앰버슨가》와 1958년에 개봉한 《악의 손길》이 있다.

## 생애

### 어린 시절
오손 웰스는 1915년 5월 6일에 미국 위스콘신주 커노샤에서 아버지 리처드 허지든 헤드 웰스와 어머니 비트라이스 이브스 사이에서 태어났다. 아버지는 발명가였으며 알코올 중독자로 일을 멈추었으며 어머니는 피아니스트였다. 1919년에 웰스의 부모는 서로 헤어져 시카고로 이주하였다. 이후 그의 어머니는 그가 9번째 생일을 맞이하고 며칠 후인 1924년에 황달로 사망하였다. 그의 어머니가 사망한 후, 그는 음악에 관련된 흥미를 멈추었다. 그는 왓슨의 집에서 자라게 되었으나 그가 10살이 되었을 때, 그는 왓슨의 셋째 딸인 마조린과 함께 가출하였다. 둘은 밀워키에서 거리에서 춤과 노래를 하면서 끼니를 때웠다. 그의 아버지는 그가 15살일 때 그가 학교를 졸업한 후 사망하였다. 마조린은 이후 시카고에서 의사로 일하였다.

### 초기 경력
아버지가 사망한 후 웰스는 물려받은 유산으로 유럽을 여행하였다. 이후 그는 저널리스트로 일하기 시작하였다. 이때 웰스는 더블린의 게이트 극장에서 매니저인 힐튼 에드워즈에게 자신은 브로드웨이의 스타라고 소개하면서 자신을 뽑아달라고 부탁하였는데 뒷날 에드워즈는 웰스를 믿지 못하였지만 그에게서 강한 인상을 받게 되어 뽑았다고 말하였다. 웰스는 1931년부터 극장에서 연기를 하기 시작하였으며 이후 라디오 등에서 나오면서 경력을 쌓기 시작하였다.